# アン・ヘニング

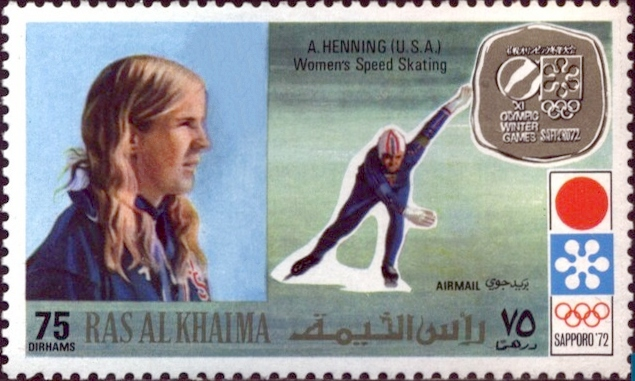
1972年UAEの記念切手となったヘニング

アン・エリザベス・ヘニング（Anne Elizabeth Henning、ノースカロライナ州ローリー出身、1955年9月6日 - ）は、アメリカ合衆国の元スピードスケート選手。

## 来歴
イリノイ州ノースブルックで育った。スピードスケート競技はショートトラックスピードスケートから始めたが、後に多くのショートトラック選手同様にロングトラックに転向した。1971年、15歳のヘニングはISUスプリント選手権大会（世界スプリントスピードスケート選手権大会の前身）で銀メダルを獲得した。この大会中にヘニングは500mの世界記録を2度更新した。
1972年に500mと1000mで世界記録を更新していたヘニングは、同年札幌市で開催された冬季オリンピックにおいてこの2つの距離の優勝候補であった。500mでは、カナダのシルヴィア・バーカと並走した際にアウトスタートのヘニングとインスタートのバーカの前半のスピード差がありすぎ、中間の交差地点で早くもバーカと並んでしまった。これに気付いていなかったバーカと交差する時に進路を妨げられる形となりヘニングも一瞬棒立ちになったが、それでも43秒70のタイムを記録し当時のオリンピック記録を塗り替えた（後にバーカは走路妨害により失格となった）。ルールに従い再滑走が認められたヘニングはタイムの出にくい単独スケーティングであったが、43秒33と更にタイムを縮めた。これにより、ヘニングは16歳というオリンピックのスピードスケート史上最年少の金メダリストとなった。西ドイツのモニカ・プルークが制した1000mでは、ヘニングは銀メダルを獲得したオランダのアチェ・ケレン＝デルストラに0.01秒及ばず銅メダリストとなった。このシーズンの後、ヘニングは16歳でスピードスケート競技から引退した。
2009年2月現在、コロラド州イングルウッドで教師をしている。

## 世界記録
競技生活を通して、ヘニングは4回世界記録を更新した。
| 距離    | 記録   | 日付          | 場所       |
| ------- | ------ | ------------- | ---------- |
| 500 m   | 42.91  | 1971年2月20日 | インツェル |
| 500 m   | 42.75  | 1971年2月21日 | インツェル |
| 500 m   | 42.5   | 1972年1月7日  | ダボス     |
| 1,000 m | 1:27.3 | 1972年1月8日  | ダボス     |

## 自己ベスト
比較対象として最後の「WR」のカラムに、ヘニングが記録を出した時点における公認世界記録を列記している。
| 距離    | 記録    | 日付          | 場所                         | WR     |
| ------- | ------- | ------------- | ---------------------------- | ------ |
| 500 m   | 42.5    | 1972年1月7日  | ダボス                       | 42.75  |
| 1,000 m | 1:27.3  | 1972年1月8日  | ダボス                       | 1:27.7 |
| 1,500 m | 2:27.30 | 1972年1月16日 | マドンナ・ディ・カンピーリオ | 2:15,8 |
| 3,000 m | 5:25.9  | 1970年12月5日 | インスブルック               | 4:50.3 |